# غلام نيرانغ
سيد غلام بك نيرانغ (26 سبتمبر 1876 - 16 أكتوبر 1952) محام، وشاعر وأحد أبرز زعماء حركة باكستان. شغل منصب نائب رئيس رابطة مسلمي عموم الهند في الهند قبل التقسيم من عام 1938 إلى عام 1942.

## مؤلفاته
- كلام نيرانغ، مجموعة شعرية نُشرت في عام 1982 من كراتشي، باكستان (الطبعة الأولى في عام 1907، والطبعة الثانية في عام 1917، والثالثة مع مقدمة تفصيلية لمعين الدين عقيل في عام 1982) [1]